# Charles W. Morris
Charles W. Morris (Denver, 23 mei 1901 of 1903 - Gainesville, Florida, 15 januari 1979) was een Amerikaans filosoof en pionier op het gebied van semiotiek.

## Levensloop
Morris studeerde werktuigbouwkunde aan de Northwestern-universiteit en filosofie aan de Universiteit van Chicago bij George Herbert Mead, een pragmatist en grondlegger van de sociale filosofie. 
Na zijn afstuderen begon Morris in 1925 zijn academische loopbaan als lector bij de Rice University in Houston. In 1931 keerde hij terug naar de Universiteit van Chicago, aanvankelijk als universitair hoofddocent filosofie, van 1948 tot 1958 als hoogleraar. De linguïst en semioticus Thomas Sebeok  behoorde er tot zijn studenten. In 1958 werd hij onderzoeksprofessor aan de Universiteit van Florida, waar hij tot aan zijn overlijden zou blijven werken. In 1937 was Morris een jaar voorzitter van de Western Division van de American Philosophical Association en werd hij Fellow van de American Academy of Arts and Sciences.
Gedurende de jaren 1930 hielp Morris een aantal Duitse en Oostenrijkse filosofen emigreren naar Amerika, waaronder Rudolf Carnap, die van 1936 tot 1952 zijn collega was. Morris werd betrokken bij de Unity of Science beweging en werd een van de redacteuren van de International Encyclopedia of Unified Science.

## Werk
In de International Encyclopedia of Unified Science uit 1938 publiceerde Morris zijn Foundations of the Theory of Signs. Hierin definieerde hij de semiotiek als een verzameling van syntaxis, semantiek en pragmatiek:
- semantiek bestudeert 'verticale' betekenis & inhoud van de tekens, het 'betekende';
- syntaxis bestudeert de relatie tussen tekens en de objecten waaraan ze refereren;
- pragmatiek bestudeert de relatie tussen het tekensysteem en de mens: zowel taalgebruiker als toehoorder.

In tegenstelling tot zijn mentor George Herbert Mead was Morris een behaviorist en solidair met het logisch positivisme van de Wiener Kreis van zijn collega Rudolf Carnap. Carnap zelf zou de term pragmatiek (pragmatics) ook overnemen in zijn eigen filosofie. Morris werd later wel beschuldigd van misinterpretatie van C.S. Peirce.

## Publicaties, een selectie
Het werk van Mooris over semiotiek:
- Foundations of the Theory of Signs, 1938.
- Signs, Language, and Behavior, 1946.
- Signification and Significance, 1964.
- Writings on the General Theory of Signs, 1971.

Ander werk over filosofie: 
- Mind, Self, and Society, een verzameling lessen van G.H. Mead, 1934.
- Paths of Life: Preface to a World Religion, 1942.
- The Open Self, 1948.
- Varieties of Human Value, 1956.
- The Pragmatic Movement in American Philosophy, 1970.
- Six Theories of Mind.
- Logical Positivism, Pragmatism, and Scientific Empiricism.